# Gerhard Kneitz
Gerhard Georg Christian Kneitz (* 22. Juni 1934 in  Aschaffenburg; † 2. März 2020) war ein deutscher Biologe, Naturschützer und Hochschullehrer.

## Leben und Wirken
Gerhard Kneitz wurde 1934 als Sohn des Eisenbahningenieurs Alfons Kneitz und seiner Frau Anna, geb. Schuck, in Aschaffenburg geboren. Als Sohn einer Eisenbahnerfamilie mit vielen Umzügen erlebte er von Wörth am Main aus den westlichen Spessart, von Bad Neustadt an der Saale aus die ursprüngliche Rhön und ab 1942 das unzerstörte Würzburg am Main mit seinen ausgeprägten Ringparkanlagen. Die wanderfreudigen Eltern brachten ihm die Landschaften und ihre Lebewesen nahe.
1953 legte Kneitz sein Abitur an der Oberrealschule Würzburg ab und erhielt das Stipendium für besonders Begabte. Es folgte ein Studium an der Universität Würzburg in den Fächern Biologie, Chemie und Geographie. 1960 legte er das Staatsexamen für das Höhere Lehramt an Schulen ab. Es folgten ein Semester Studium in München zur Orientierung in der Biologie und ein weiteres Studium bei Professor Karl Gößwald am Institut für Angewandte Zoologie in Würzburg. 1964 promovierte er über den Wärmehaushalt bei Waldameisen. Es folgte eine Anstellung als Wissenschaftlicher Assistent, Akademischer Rat und Konservator am Institut. Kneitz habilitierte an der Biologischen Fakultät in Würzburg. 1974 wurde er an das Institut für angewandte Zoologie der Universität Bonn berufen. Er vertrat den Bereich Umwelt und Ökologie als Professor bis zu seiner Versetzung in den Ruhestand 1999. Seine Forschungsschwerpunkte lagen im Bereich der Ökologie von Kulturlandschaften (Agrarlandschaften, Weinbau, urbane Ökosysteme, Auenwald) und bei der Entwicklung von Erfassungsmethoden für Bioindikatoren. Er widmete einen Großteil seiner Arbeit der Erhaltung der heimischen Biodiversität und dem angewandten Naturschutz. 
Gerhard Kneitz war verheiratet und Vater von fünf Kindern. Ab 1954 war er Mitglied der katholischen Studentenverbindung KDStV Markomannia Würzburg.

## Ehrenamtliche Tätigkeiten
Kneitz war Mitbegründer des Bundes für Umwelt und Naturschutz (BUND) 1975 in Marktheidenfeld und in verschiedenen Funktionen erfolgreich im Naturschutz tätig. Er führte ab 1985 das Rhönschaf-Projekt mit Erhaltung der Rhönschafrasse zum Erfolg und leitete verschiedene Forschungsprojekte zum Amphibienschutz in der Agrarlandschaft, zur Weinbergökologie und zum Artenschutz im Straßenverkehr. Des Weiteren baute er die Kreisgruppe Würzburg des BN auf, leitete sie fast 20 Jahre (1973–1991) und war ab 1991 Ehrenvorsitzender der Kreisgruppe. Er nahm als Vertreter des BUND 1992 am Umweltgipfel in Rio de Janeiro teil. 
Ab 1966 hatte er den Vorsitz des Naturwissenschaftlichen Vereins Würzburg inne. Er war zudem Mitglied des Naturschutzbeirates bei der Regierung von Unterfranken sowie bei weiteren Vereinen und Verbänden aktiv.

## Ehrungen und Auszeichnungen
Seine umfangreichen Aktivitäten fanden öffentliche Beachtung und führten zu verschiedenen Auszeichnungen, von der Bayerischen Umweltmedaille, über das Bundesverdienstkreuz am Bande (1983) und 1. Klasse (2002) bis zum Bayerischen Verdienstorden (2010) sowie dem Deutschen Kulturpreis der Stiftung Kulturförderung (2010). 1992 wurde er mit der selten verliehenen Jens-Person-Lindahl-Medaille der Stadt Würzburg ausgezeichnet. 2013 wurde Kneitz mit dem Bayerischen Naturschutzpreis ausgezeichnet. 

„Ihm verdanken wir grundlegende wissenschaftliche Erkenntnisse über die Ökosysteme Weinberge und Auwald, über das Wattenmeer, aber auch über Amphibien in der Agrarlandschaft und die einmalige biologische Vielfalt des vor kurzem noch durch einen Stausee bedrohten Hafenlohrtals im unterfränkischen Spessart. Viele seiner Studenten sitzen heute an Schaltstellen des amtlichen Naturschutzes, in Verwaltung, Politik und Wissenschaft und geben dort seine ganzheitliche Lehre weiter. Gerhard Kneitz ist ein Pionier der angewandten Naturschutzforschung in Deutschland.“

## Schriften (Auswahl)
- Untersuchungen zum Aufbau und zur Erhaltung des Nestwärmehaushaltes bei Formica polyctena Foerst. Würzburg, Naturwiss. F., Diss. v. 8. Juni 1964
- Karten zur Verbreitung von Pflanzen- und Tierarten im Lebensraum Unterfranken. – Würzburg; Mehrteiliges Werk. 1978–1979.
- Umweltschutz im Unterricht, Modelle zur Umwelterziehung. / Pädag. Inst. d. Stadt Nürnberg;Mehrteiliges Werk
- mit Kerstin Oerter: Zur Wirksamkeit von Ersatzlaichgewässern für Amphibien beim Bundesfernstrassenbau. Hrsg. vom Bundesministerium für Verkehr, Abteilung Strassenbau, Bonn – Bad Godesberg 1994